# Randy Kuhl

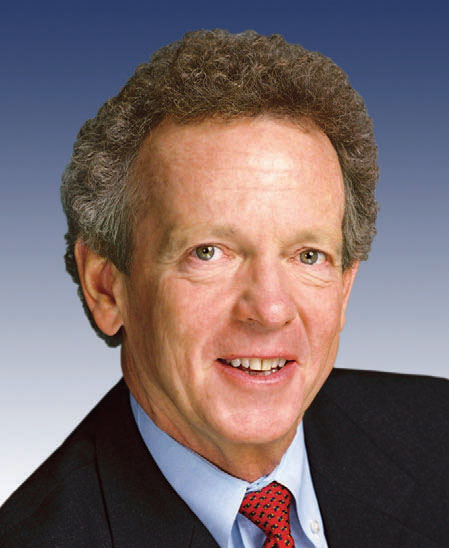
Randy Kuhl

John R. „Randy“ Kuhl Jr. (* 19. April 1943 in Bath, New York) ist ein US-amerikanischer Politiker. Zwischen 2005 und 2009 vertrat er den Bundesstaat New York im US-Repräsentantenhaus.

## Werdegang
Im Jahr 1966 absolvierte Randy Kuhl das Union College in Schenectady. Nach einem anschließenden Jurastudium an der Syracuse University und seiner 1969 erfolgten Zulassung als Rechtsanwalt begann er in diesem Beruf zu arbeiten. Gleichzeitig schlug er als Mitglied der Republikanischen Partei eine politische Laufbahn ein. Zwischen 1981 und 1986 war er Abgeordneter in der New York State Assembly; von 1987 bis 2004 gehörte er dem Staatssenat an. In dieser Zeit setzte er sich erfolglos für eine Spaltung des Staates New York in zwei Teile ein.
Bei den Kongresswahlen des Jahres 2004 wurde Kuhl im 29. Wahlbezirk von New York in das US-Repräsentantenhaus in Washington, D.C. gewählt, wo er am 3. Januar 2005 die Nachfolge von Amo Houghton antrat. Nach einer Wiederwahl konnte er bis zum 3. Januar 2009 zwei Legislaturperioden im Kongress absolvieren. In diese Zeit fielen die Endphase des Irakkrieges und der Militäreinsatz in Afghanistan. Kuhl war Mitglied im Landwirtschaftsausschuss, im Ausschuss für Bildung und Arbeit sowie im Ausschuss für Verkehr und Infrastruktur. Außerdem gehörte er insgesamt sechs Unterausschüssen an. Er war gegen Abtreibungen, gegen Waffenkontrollen, gegen Steuererhöhungen und gegen Online-Pokerspiele.
Bei den Wahlen des Jahres 2008 verlor Kuhl knapp mit 49:51 Prozent der Wählerstimmen gegen den Demokraten Eric Massa, den er im Jahr 2006 noch geschlagen hatte. Heute lebt er in Hammondsport. Er ist geschieden und hat drei erwachsene Söhne.